# Valle glaciale a tunnel

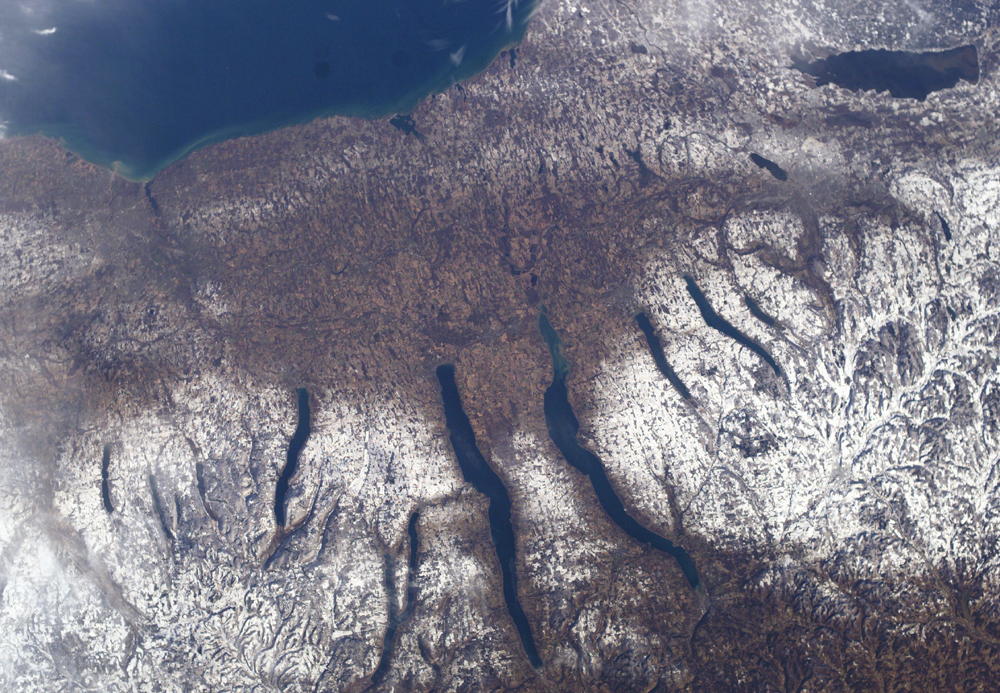
Finger Lakes (stato di New York). Geograficamente al di sotto del Lago Ontario, i Finger Lakes formavano un tempo valli a tunnel.

Un valle glaciale a tunnel, o semplicemente valle a tunnel (in inglese tunnel valley), è una valle a U, lunga e larga, originariamente scavata sotto il ghiacciaio nei pressi del margine delle piattaforme glaciali continentali, come quella che adesso ricopre l'Antartide e che precedentemente ricopriva porzioni di tutti i continenti durante le passate glaciazioni.

## Importanza
Le valli a tunnel svolgono un ruolo utile nell'identificazione delle aree ricche di petrolio in Arabia e Nordafrica, laddove i materiali dell'Ordoviciano superiore e/o Siluriano inferiore contengono uno strato di argillite nera ricca di carbone, di circa 20 metri di spessore. Approssimativamente il 30% del petrolio al mondo si trova in questi depositi di argillite. Sebbene la loro origine sia ancora in fase di studio, si è stabilito comunque che l'argillite regolarmente copre i sedimenti glaciali e glacio-marini depositati ~445 milioni di anni BP dalla glaciazione hirnantiana. L'argillite è stata collegata all'arricchimento glaciale dei nutrienti dell'acqua di disgelo dell'ambiente marino a bassa profondità. Di conseguenza la presenza di valli a tunnel in queste zone è un indicatore della presenza di petrolio.
La valli a tunnel rappresentano una frazione sostanziale di tutto il drenaggio dell'acqua di fusione proveniente dai ghiacciai. Questa influenza il flusso del ghiacciaio, fondamentale per capire la durata dei periodi glaciali-interglaciali, aiutando a identificarne la ciclicità, specialmente nelle ricerche paleo-ambientali.
Le valli a tunnel sono in genere erose dentro la roccia in posto e riempite con detriti glaciali di varie dimensioni. Questa conformazione le rende eccellenti nel catturare e immagazzinare l'acqua. Perciò esse svolgono un ruolo importante come falde acquifere in buona parte dell'Europa settentrionale, Canada e Stati Uniti. Esempi di falde acquifere nord americane sono quelle della Morena di Oak Ridges, della Spokane Valley-Rathdrum Prairie, di Mahomet, il Saginaw Lobe Aquifer e il Corning Aquifer.

## Caratteristiche

### Sepolte, aperte e parzialmente riempite

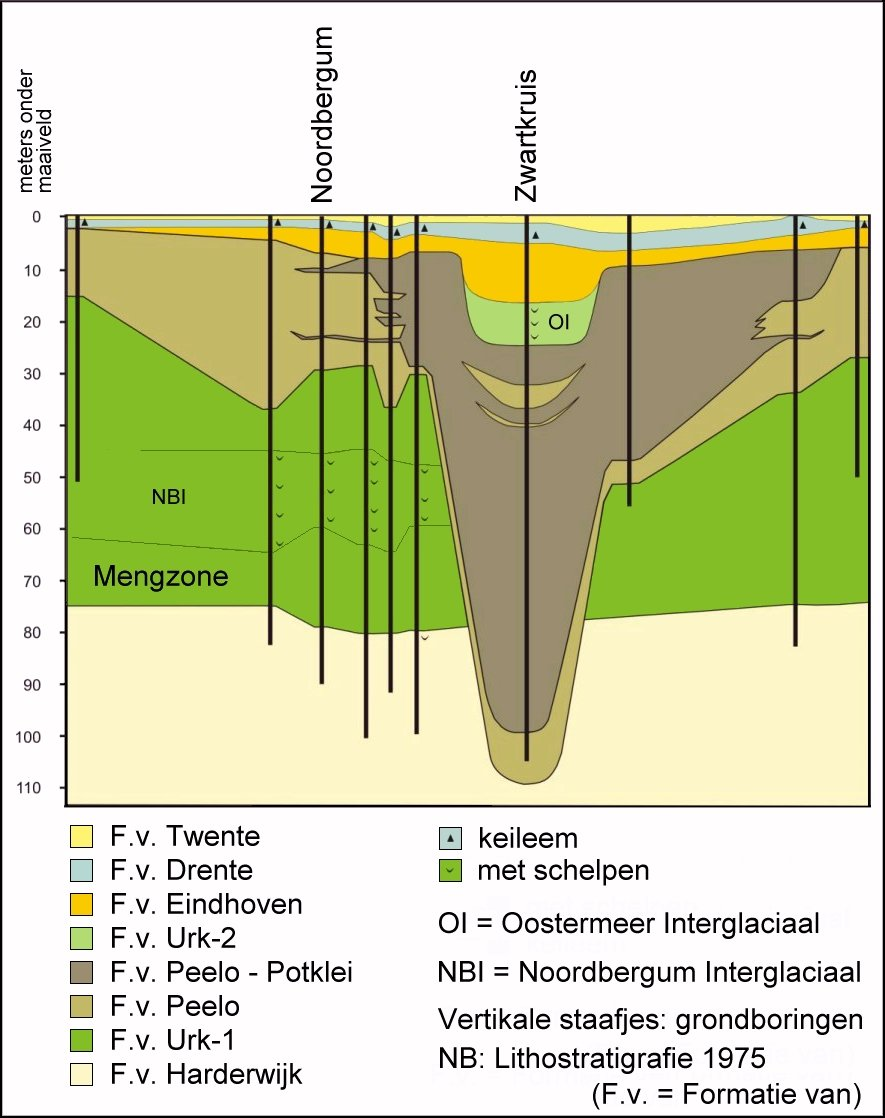
La figura mostra la sezione trasversale di una valle a tunnel che è stata riempita dopo l'erosione del substrato roccioso. (In olandese)

Si possono osservare valli a tunnel aperte e sepolte (parzialmente o totalmente). Se sepolte, esse possono essere in parte o del tutto riempite con depositi glaciali o altri detriti. La valle può essere incisa nella roccia in posto, sabbia, silt o argilla.

### Dimensioni
Le valli variano per quanto riguarda la profondità e l'ampiezza del canale; in Danimarca, ad esempio, vi sono valli ampie 0,5-4 km e profonde 50-350 m. Lungo il loro corso, variano altresì per profondità/altitudine, mostrando in alcuni tratti una sovraescavazione; le sezioni sovraescavate incidono il substrato roccioso e normalmente sono molto più profonde sia delle sezioni a monte che di quelle a valle. Hanno fianchi ripidi che sono frequentemente asimmetrici.
Nelle valli a tunnel vi sono spesso singoli segmenti relativamente rettilinei, che corrono paralleli e indipendenti gli uni rispetto agli altri. Durante il loro percorso le valli possono presentare periodiche interruzioni: in alcune di queste si può riscontrare una zona elevata di esker, che indica che il canale attraversava un tratto ghiacciato. Le sezioni a pendenza inferiore hanno tipicamente una lunghezza di 5-30 km; in alcuni casi le sezioni formano uno schema più grande, con un canale interrotto composto da file di depressioni che possono estendersi per 70-100 km.

### Struttura
La porzione a monte, ossia la sezione più lontana all'interno del ghiacciaio, è costituita da un sistema ramificato che forma una rete, simile ai modelli anastomosici del tratto superiore di un fiume (in contrasto ai modelli dendritici). Tipicamente, le valli a tunnel hanno l'area con la sezione trasversale maggiore al centro e terminano in una distanza relativamente breve in conoidi di depositi glaciali ai bordi del ghiaccio.
Si vede che le valli a tunnel attraversano il gradiente regionale: di conseguenza, possono essere tagliate trasversalmente da reticoli di corsi d'acqua formati in tempi moderni. In un esempio, gli affluenti del fiume Kalamazoo intersecano quasi ad angolo retto il canale di un tunnel sepolto, riempito di ghiaccio e detriti. Spesso terminano in una morena di ritiro glaciale. Le valli a tunnel di glaciazioni successive possono intersecarsi l'un l'altra.
Le valli a tunnel corrono frequentemente lungo percorsi grosso modo paralleli. Le regioni nelle quali si originano e che percorrono presentano chiari segni di erosione mediante abrasione e possono mostrare striature e rocce montonate. All'estremità terminale si trovano forme deposizionali come morene terminali e conoidi di dilavamento glaciale. Nel Michigan si è osservato che i canali delle valli a tunnel divergono leggermente con una spaziatura media tra di essi di 6 km ed una deviazione standard of 2,7 km.

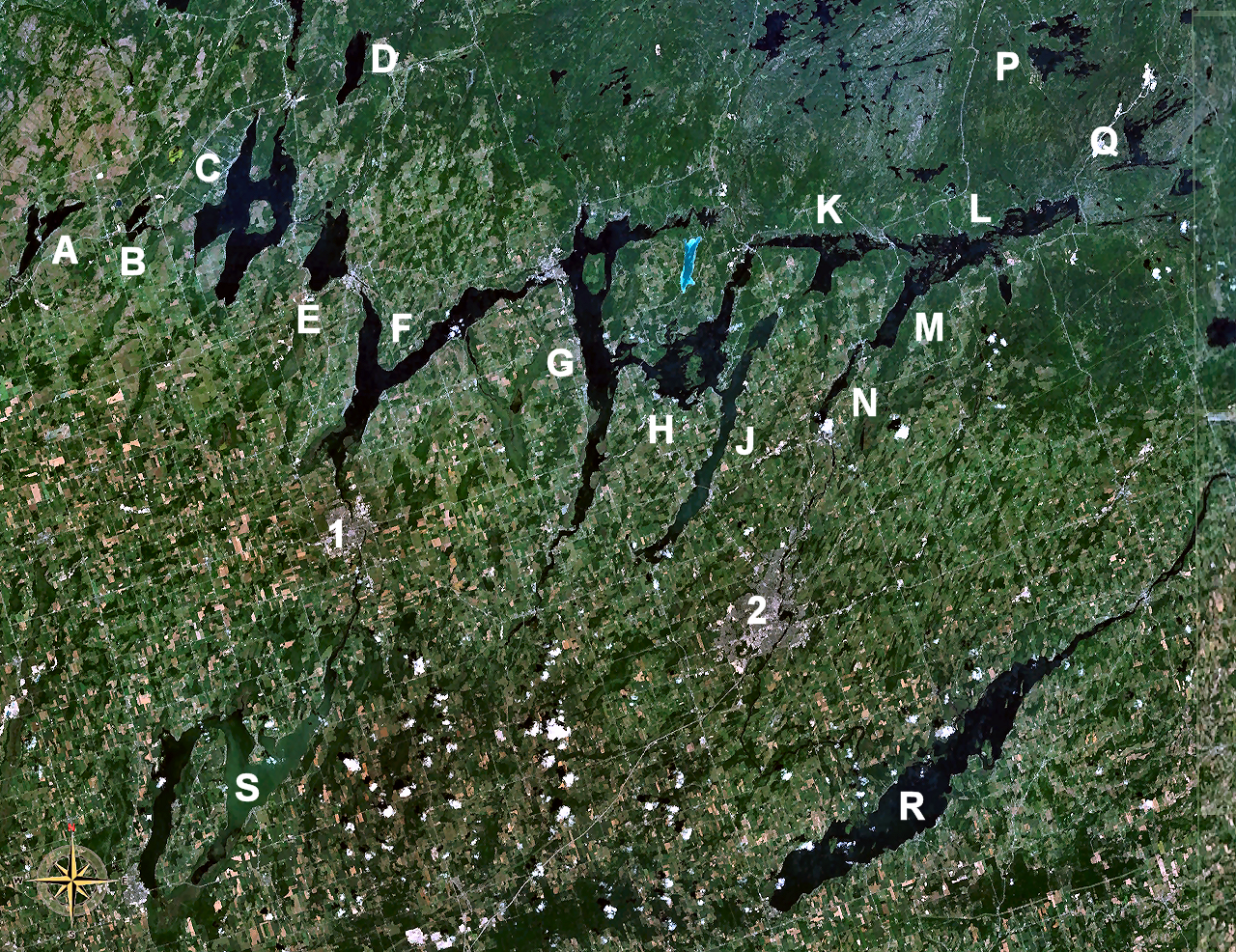
I laghi Kawartha in Ontario si formarono in valli a tunnel residuali del periodo glaciale tardo wisconsoniano. Il flusso idrico avveniva dal lato superiore destro a quello inferiore sinistro. L'esame ravvicinato mostra anche l'esistenza di valli a tunnel, che possono essere identificate dalla vegetazione contrastante.

I canali delle valli a tunnel spesso iniziano e si interrompono bruscamente. Hanno profili longitudinali convessi e spesso sono occupate da laghi allungati di corsi d'acqua sottoadattati. Frequentemente si riscontrano segni di deposizioni successive come gli esker.

### Evidenza dei meccanismi di erosione
L'evidenza suggerisce che l'erosione nelle valli a tunnel sia principalmente il risultato del flusso di acqua, ovvero dell'acqua di disgelo, in base all'ipotesi del drenaggio episodico causato dai ripetuti jökulhlaup, scatenatisi dai laghi e riserve (idriche) immagazzinati subglacialmente; esempi di tali movimenti sono stati osservati in Antartide. Sebbene vi siano prove di erosione glaciale sotto forma di striature nella roccia in posto, queste sono state riscontrate soltanto nelle valli più grandi e si ipotizza che abbiano svolto un ruolo secondario.
La disposizione subglaciale di tunnel/canali vallivi è prevalentemente orientata parallela alle linee di flusso glaciale ed essi essenzialmente si estendono da zone con ghiaccio più spesso verso zone glaciali più sottili. Possono mostrare gradienti inversi, ottenuti quando l'acqua di disgelo pressurizzata fluisce su ostacoli quali creste o colline, situate lungo il letto del ghiacciaio.
Le valli a tunnel possono formarsi sotto un grande spessore di ghiaccio. Esempi sono stati osservati sul fondo del Lago Superiore e negli oceani al largo dell'Antartide. Il corso di una valle a tunnel in genere corre dalla parte più spessa del ghiacciaio fino al suo termine; ne risulta che il ghiacciaio pressurizza l'acqua in modo che essa scorra in salita verso i suoi margini.

## Formazione di canali/valli a tunnel
Sebbene vi sia accordo sul ruolo dell'acqua di disgelo nella generazione della valle a tunnel, sono ancora al vaglio molte teorie al riguardo:
- Teoria dello stato stazionario - Boulton e Hindmarsh propongono la teoria dello stato stazionario, suggerendo che le valli a tunnel formino sedimenti non consolidati quando l'acqua di disgelo fluisce sotto pressione attraverso un condotto subglaciale inizialmente stretto. Con la rimozione progressiva dei sedimenti, causata dall'acqua di disgelo, il ghiaccio si deforma sotto il suo proprio peso dentro la cavità, creando così una valle a tunnel attraverso un meccanismo di feedback positivo.
- L'erosione apportata dallo jökulhlaup - Piotrowski ipotizza che i ghiacciai possano, in qualche caso, essere basati sul freddo; vale a dire che, a contatto con il suolo gelato (permafrost), essi si ghiacciano. L'acqua di fusione si forma dietro questo termine di ghiaccio gelato fino a che essa non genera pressione sufficiente a sollevare il ghiaccio rompendone il legame, con un rilascio catastrofico di acqua di disgelo, come si osserva nello jökulhlaup islandese. In conseguenza di questo jökulhlaup viene a formarsi una valle a tunnel.
- Erosione del ghiacciaio - Wingfield propone che le valli a tunnel si formino gradualmente, con la testa della valle tagliata progressivamente verso la sorgente del ghiacciaio durante la deglaciazione.

Sono state osservate esplosioni periodiche di acqua tra i laghi subglaciali sotto la calotta polare antartica orientale.  I dati satellitari hanno registrato una "scarica" subglaciale di 2 km3, che ha percorso ~260 km in un lasso di tempo inferiore a un anno. Quando il flusso decresce, il peso del ghiaccio chiude il tunnel, sigillando nuovamente il lago. Il flusso d'acqua viene a modellarsi in modo soddisfacente incanalandosi nel ghiaccio e nei sedimenti. Il modello analitico mostra che, su alcune regioni, la geometria del substrato roccioso-ghiaccio comprende sezioni che sarebbero congelate, bloccandone il flusso, a meno che l'erosione del substrato sedimentario non sia il mezzo attraverso il quale venga a formarsi un canale che ne sostenga il deflusso. Perciò, combinando questi dati e l'analisi con le osservazioni dello jökulhlaup islandese, vi è evidenza sperimentale in merito alla plausibilità di alcune ipotesi dello jökulhlaup con caratteristiche del modello di stato stazionario.

### Caratteristiche comuni delle teorie della valle a tunnel

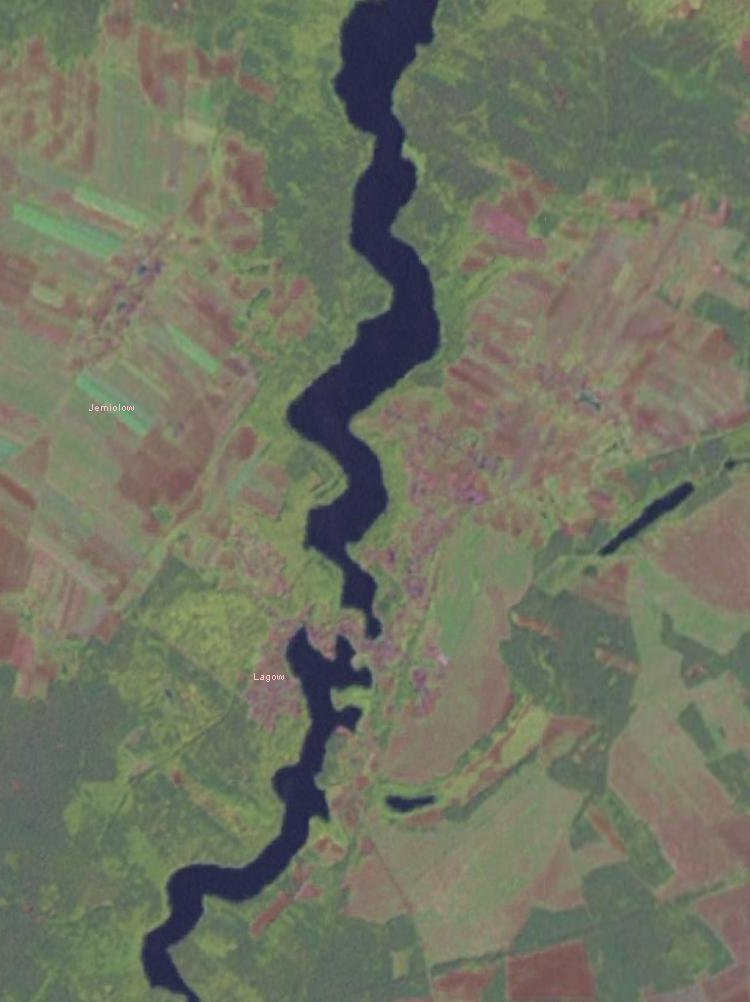
Un lago nastriforme polacco formatosi in una valle a tunnel. Notevoli sono la larghezza variabile e l'interruzione tra i segmenti del corso. Vi è anche l'evidenza di altri canali adiacenti riempiti di sedimenti (per es, i due piccoli laghi a destra).

L'idea del flusso di acqua di disgelo subglaciale è comune a tutte le teorie; perciò una chiave per capire la formazione del canale sta nella comprensione del flusso d'acqua subglaciale, la quale può essere prodotta sulla superficie del ghiacciaio (supraglacialmente), sotto di esso (basalmente), o in entrambi i modi. L'acqua di fusione può quindi scorrere sia supraglacialmente, che basalmente e i segni del suo flusso differiscono a seconda della zona di passaggio. In tutti gli ambienti di superficie, il flusso supraglaciale è simile a quello di un corso d'acqua, ovvero: l'acqua fluisce dalle zone più elevate a quelle più basse sotto l'influenza della gravità. Il flusso basale invece mostra significative differenze, dato che l'acqua, prodotta dalla fusione alla base o portata giù dalla superficie a causa della forza di gravità, si accumula alla base del ghiacciaio in laghetti e laghi in una sacca coperta da centinaia di metri di ghiaccio. Se non vi è nessun percorso di drenaggio in superficie, l'acqua che fonde dalla superficie fluirà verso il basso e si accumulerà nelle fenditure del ghiaccio, mentre l'acqua proveniente dalla fusione basale si accumulerà sotto il ghiacciaio; la sorgente formerà un lago subglaciale. La testa idraulica dell'acqua accumulata in un lago basale aumenterà, in quanto viene drenata attraverso il ghiaccio fino a che la pressione non aumenta abbastanza, da sviluppare un percorso attraverso il ghiaccio o al di sopra di esso.

### Teoria dello stato stazionario
Le sorgenti di acqua e i suoi percorsi di drenaggio attraverso e al di sotto dei ghiacciai temperati e sub-polari sono ragionevolmente ben compresi e forniscono una base per capire le valli a tunnel. Per questi ghiacciai, l'acqua supraglaciale si muove a fiumi su tutta la superficie del ghiacciaio fino a quando non scende in una sua fessura verticale (mulino). Da qui si unisce all'acqua subglaciale, formatasi per mezzo del calore geotermico; parte dell'acqua fluisce dentro le falde acquifere sottostanti al ghiacciaio. L'acqua subglaciale in eccesso, che non può defluire attraverso i sedimenti o il substrato roccioso impermeabile allo stesso modo delle acque sotterranee, si muove attraverso canali erosi dentro lo strato di sedimenti sotto il ghiacciaio (chiamati canali di Nye), o verso l'alto attraverso canali all'interno del ghiacciaio (chiamati canali di Rothlisberger), defluendo alla fine oltre i suoi margini. Semplificando, la valle a tunnel può essere considerata una versione su scala maggiore di questi fenomeni.
Le valli a tunnel (o canali a tunnel) sono generate dall'acqua di disgelo, che fluisce sotto il ghiacciaio e sono spesso interamente o parzialmente sepolte dall'accumulo di sedimenti durante i periodi di avanzamento e regressione del ghiacciaio.
Anche se interessante, dal momento che essa fa aumentare progressivamente la formazione del canale di Nye, come osservabile nei sedimenti, un difetto della teoria dello stato stazionario è che si richiede che le valli a tunnel siano scavate nel deposito di sedimenti non consolidati, laddove l'acqua di disgelo viene da principio costretta attraverso un condotto subglaciale inizialmente stretto. Con l'erosione progressiva dei sedimenti da parte dell'acqua di disgelo, il ghiaccio si deforma sotto il suo proprio peso dentro la cavità, creando una valle a tunnel sempre più grande. Tuttavia la teoria dello stato stazionario sembra non prendere in considerazione l'erosione all'interno della roccia in posto, la quale è stata estesamente osservata.

### Erosione portata dallo jökulhlaup
C'è la prova in merito al fatto che i deflussi dell'acqua di disgelo siano episodici. Questo si verifica perché l'acqua, continuando ad accumularsi, fa sì che sempre più ghiaccio venga sollevato, mentre l'acqua del lago in crescita sotto il ghiaccio si muove verso l'esterno. Le zone dove il ghiaccio è più facilmente sollevabile (vale a dire, le aree che hanno il ghiaccio sovrastante più sottile) sono sollevate per prime. Quindi l'acqua, quando si muove verso zone che hanno minore copertura di ghiaccio, può spostare in alto il terreno sottostante. Man mano che l'acqua si accumula, il ghiaccio viene ulteriormente spostato fino a quando non si creino percorsi di rilascio.
Se non vi è nessun canale preesistente, l'acqua viene inizialmente rilasciata in un jökulhlaup dal fronte esteso, con un flusso ampio di decine di chilometri. Il flusso continuato tende ad erodere il ghiaccio e i materiali sottostanti, formando un canale, anche se la pressione ridotta permette alla maggior parte del ghiaccio di distendersi sulla superficie sottostante, bloccando il rilascio del fronte esteso e canalizzando il flusso. La direzione del canale viene definita principalmente dallo spessore del ghiaccio sovrastante e secondariamente dal gradiente del suolo sul quale poggia, e può essere osservato “scorrere in salita” in quanto la pressione del ghiaccio costringe l'acqua in aree di minore copertura glaciale fino a farla emergere. Perciò la configurazione delle varie valli a tunnel formate tramite una specifica glaciazione fornisce una mappatura generale dello spessore del ghiacciaio durante il periodo in cui le valli a tunnel vengono a formarsi, in modo particolare qualora il rilievo originale della superficie sotto il ghiacciaio fosse limitato.
Le analisi di Piotrowski dimostrano che la produzione annuale d'acqua di un tipico bacino idrografico 642x106 m3 verrebbe regolarmente a drenarsi, attraverso la sua valle a tunnel associata, in meno di 48 ore. I detriti trovati nei tunnel e alle loro bocche tendono ad essere formati da rocce grossolane e massi, il che è indicativo delle alte velocità di flusso e dell'ambiente estremamente erosivo, coerente con la formazione di tunnel di oltre 400 metri profondi e larghi 2,5 chilometri, come è stato osservato nell'Antartide. Il modello di Piotrowski prevede il ciclo seguente:
1. L'acqua di disgelo viene prodotta in seguito al riscaldamento geotermico dal basso. L'acqua di ablazione della superficie non viene considerata, poiché sarebbe minima al massimo glaciale e l'evidenza indica che l'acqua di superficie non penetra più di 100 metri all'interno del ghiacciaio.[11]
2. L'acqua di disgelo inizialmente viene drenata attraverso le falde acquifere subglaciali.[11]
3. Quando la conduttività idraulica del substrato viene ecceduta, l'acqua di disgelo si accumula nei bacini.[11]
4. L'acqua si accumula abbastanza, da aprirsi un varco nel ghiaccio ostruente della valle a tunnel, che si è accumulato dopo l'ultimo deflusso.[11]
5. La valle a tunnel fa defluire l'acqua di fusione in eccesso; il flusso turbolento fonde o erode il ghiaccio in eccesso insieme col letto della valle.[11]
6. Quando il livello d'acqua si abbassa, la pressione diminuisce fino a quando le valli a tunnel di nuovo non cessano il flusso d'acqua e ghiaccio.[11]

### Processi di riempimento post-erosione
Tutte le valli a tunnel hanno caratteristiche simili, indipendentemente dal fatto che si formino sulla terraferma o in un ambiente sommerso. Ciò si verifica perché esse sono formate dall'acqua ad alta pressione sotto uno spessa estensione di ghiaccio; in un ambiente sommerso la pressione è sufficiente ad erodere le valli a tunnel in conformazioni comparabili a quelle generate sulla terra.
Le valli a tunnel possono rimanere aperte, riempite parzialmente o totalmente, a seconda della regressione glaciale. La conformazione riempita è importante, perché le valli a tunnel riempite diventano ottime riserve per l'acqua (falde acquifere) o il petrolio. Ciò si verifica perché le arenarie a grana relativamente grossolana sono situate sui letti e ai margini vallivi e perché i sedimenti grossolani si depositano più facilmente,  accumulandosi preferibilmente laddove l'acqua fluisce in comune nei piani stratigrafici riempibili della valle a tunnel.
Le reti della valle a tunnel subglaciale originariamente si formavano in prossimità del margine del ghiacciaio. Le valli a tunnel possono riempirsi di sedimenti in seguito al rilascio dell'acqua di fusione durante la regressione glaciale. Il riempimento può avvenire in due modi. Nel primo, i detriti trasportati dal flusso si situano accumulandosi nella valle a tunnel. Successivamente, una volta che il ghiaccio si sia ritirato a sufficienza, i sedimenti marini possono essere deposti, a seconda della profondità dell'acqua alla fronte del ghiacciaio.
La registrazione della sedimentazione nella valle a tunnel è controllata dal tasso del flusso del rilascio dell'acqua di fusione e i sedimenti vengono caricati durante la regressione glaciale. I sedimenti trovati nella valle a tunnel permettono di capire se siano stati depositati in un ambiente di tipo mareale, transizionale, o in un ambiente essenzialmente secco con un buon drenaggio. Nell'ambiente glaciomarino, i depositi correlati alla glaciazione sono inter-stratificati a quelli depositati in zone mareali non glaciali; l'ambiente mareale mostrerà conoidi dominati da risacche. L'ambiente transizionale è caratterizzato in modo misto, sia da vita di acqua marina che d'acqua dolce in ambiente deltizio. In un ambiente essenzialmente secco, il flusso glaciale apporta sedimenti che si accumulano in misura quantitativa pari a quelli che si depositano nel letto di un corso d'acqua.

### Struttura su larga scala
Il flusso glaciale all'interno di un ghiacciaio è il risultato di un aumento dell'inclinazione della superficie del ghiacciaio (a causa delle conformazioni geografiche) combinate a uno squilibrio tra la quantità di ghiaccio accumulato attraverso le precipitazioni e la perdita dovuta all'ablazione. Il gradiente aumentato incrementa la tensione di taglio sul ghiacciaio fino a che non inizi a scorrere. La velocità del flusso e la deformazione sono influenzate, oltre che dall'inclinazione del ghiacciaio, anche dal suo spessore e dalla sua temperatura.
Punkari considerava che in genere le calotte di ghiaccio continentali fluiscono in lingue di forma conoidale, convergenti da sorgenti separate, e che si muovono a diverse velocità. Le lingue sono separate da zone interlobate che hanno una coltre di ghiaccio più sottile, laddove l'acqua viene a d accumularsi. La testa idraulica (pressione) è più bassa nelle zone dove il ghiaccio è più sottile, perciò l'acqua subglaciale tende a convergere sulla congiunzione interlobata. I lobi separati si muovono a diverse velocità, generando attrito al confine del ghiacciaio; il calore generato fonde il ghiaccio rilasciando ulteriore acqua. La superficie della zona interlobata è fessurata, permettendo all'acqua di disgelo in superficie di scorrere giù penetrando all'interno del ghiaccio. Succede quindi che i modelli di flusso glaciale e l'accumulo di detriti siano diversi nelle zone interlobate. Specificamente, le valli a tunnel e gli esker indicano il flusso d'acqua verso zone interlobate, innalzatesi in seguito al trasporto e al deposito detritico.

## Distribuzione geografica

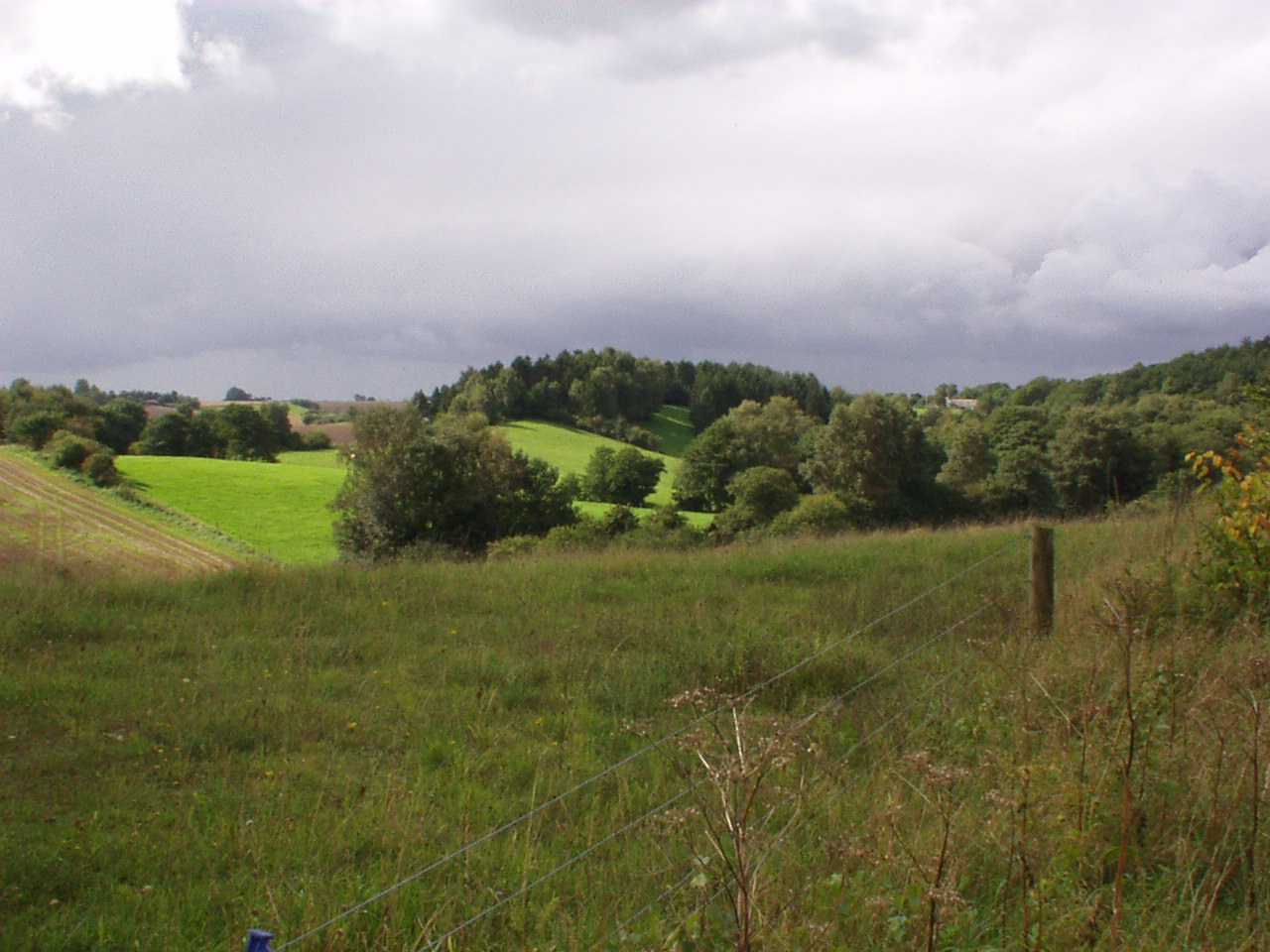
Valle a tunnel nell'isola di Selandia in Danimarca.

Su ogni continente sono state identificate valli a tunnel di origine glaciale.

### Africa
Nelle nazioni africane, compresa la Libia, sono state osservate valli a tunnel associate alla glaciazione del tardo ordoviciano. Questi corpi (valli a tunnel) di arenaria che riempiono canali su larga scala sono una caratteristica sedimentologica sorprendente dei depositi glacialmente correlati al vecchio margine territoriale della Gondwana settentrionale. Hanno una profondità di 10-200 metri e un'ampiezza di 500-3000 metri. Le valli a tunnel sono incise dentro la roccia in posto e possono essere lunghe da 2 a 30 chilometri. Un esempio è quello della Mauritania (Sahara occidentale), le cui caratteristiche glaciali silicoclastiche del tardo Ordoviciano e i depositi sulla piattaforma continentale del Gondwana settentrionale comprendono canali incisi, identificati come valli a tunnel. Le valli a tunnel riempite sono lunghe diversi chilometri e larghe centinaia di metri.  Le ricostruzioni portano a concludere che queste strutture fossero situate in regioni ai margini del ghiacciaio; le sezioni trasversali delle valli sono comparabili a quelle formatesi glacialmente, i fondovalle dei depositi fluviogalciali sono simili alle valli a tunnel, e il riempimento post-glaciale è tipico di quello osservato nelle valli a tunnel.

### Antartide
La formazione attiva delle valli a tunnel viene attualmente osservata sotto il ghiaccio dell'Antartide.

### Asia
Durante il tardo Ordoviciano, la Gondwana orientale era ricoperta da calotte di ghiaccio. Di conseguenza, il Giordano e l'Arabia Saudita mostrano strutture di valli a tunnel riempite regionalmente in modo esteso.

### Australia
Le miniere d'oro a cielo aperto nei pressi di Kalgoorlie, Australia occidentale, mostrano un'estesa rete di valli erose glacialmente riempite di tillite e argillite tagliate al di sotto del ghiacciaio di Pilbara nel tardo Paleozoico.

### Europa
Sono state identificate valli a tunnel, e i relativi impatti glaciali, in Russia, Bielorussia, Ucraina, Polonia, Germania, Francia settentrionale, Paesi Bassi, Belgio, Gran Bretagna, Finlandia, Svezia e Norvegia. Studiate in dettaglio in Danimarca, Germania settentrionale e Polonia settentrionale dove il ghiacciaio spesso della glaciazione Weichsel e di quelle precedenti, fluente dalle montagne della Scandinavia, iniziava ad innalzarsi sui pendii nord-europei, spinto dall'altitudine dell'accumulo del ghiaccio sulla Scandinavia. I loro allineamenti indicano la direzione del flusso del ghiaccio al tempo della loro formazione. Si trovano inoltre estesamente nel Regno Unito con molti casi riportati per es. nel Cheshire. Sono state trovate anche sotto il Mare del Nord.
Esempi di laghi formati nelle valli a tunnel comprendono il Ruppiner See (un lago nell'Ostprignitz-Ruppin, Brandeburgo), il Werbellinsee e lo Schwielochsee, tutti in Germania.

### Nord America
Il lago Okanagan, è un lago nastriforme grande e profondo situato nella valle di Okanagan della Columbia Britannica, venutosi a formare in una valle a tunnel dalla lingua dell'Okanogan del Ghiacciaio della Cordigliera. Il lago è lungo 135 km, largo da 4 a 5 km e ha un'area di superficie di 351 km². L'Idaho settentrionale e il Montana mostrano l'evidenza della formazione della valle a tunnel sotto la lingua del Purcell e del Flathead del Ghiacciaio della Cordigliera.
Le Valli/canali a tunnel nell'Alberta sud-orientale (Canada) formano una rete interconnessa, ramificata, comprendente il Sage Creek, Lost River e Milk River e generalmente viene a drenarsi a sud-est.
Sono state osservate valli a tunnel nel Minnesota, Wisconsin e Michigan ai margini del Ghiacciaio Laurentide. Esempi di valli a tunnel nella roccia in posto del Minnesota comprendono le cascate del Warren e diverse valli giacenti in profondità sotto il till depositato dai ghiacciai che le avevano create, ma possono essere anche rintracciate in molti luoghi lungo la Catena dei Laghi di Minneapolis e i laghi e le valli secche di St. Paul.
I laghi Kawartha dell'Ontario si sono formati nel periodo glaciale del tardo wisconsoniano. La fusione del ghiaccio dalla Scarpata del Niagara fluiva attraverso valli a tunnel sotto il ghiaccio che si estendeva fino a formare un passaggio da ovest a est tra il ghiacciaio Laurentide principale e la massa di ghiaccio del bacino del Lago Ontario.
Il Cedar Creek Canyon è una valle a tunnel situata nella Contea di Allen (Indiana). È una gola dritta, molto stretta e profonda di circa 50-100 metri (328 ft) che contiene parte del segmento inferiore del Cedar Creek, il più grande tributario del St. Joseph River.
Nel Canale Laurenziano al largo del Canada orientale, sono state identificate numerose valli a tunnel originatesi dalla valle sommersa del San Lorenzo, anch'essa di origine glaciale. I profili della riflessione sismica del riempimento delle valli a tunnel suggeriscono l'attribuzione a varie epoche, la più giovane delle quali risale a poco dopo l'ultimo massimo glaciale. Risultanti dall'erosione causata all'acqua sub-glaciale, attraverso la Piattaforma Scozzese (Scotian Shelf) orientale in prossimità della Nuova Scozia, esse traggono origine dal Canale Laurenziano a sud dello Stretto di Caboto. Inoltre, i profili sismici mostrano canali post-miocenici profondamente sepolti, alcuni dei quali giacciono a 1100 m sotto l'attuale livello marino,  attraversando la parte orientale del Canale Laurenziano esterno; questi canali si è tentato ugualmente di descriverli come valli a tunnel. I profili sismici hanno anche mappato grandi valli a tunnel sul Banquereau Bank e sul Sable Island Bank.

### Sud America
Il Ghiacciaio Perito Moreno è situato nel campo di ghiaccio patagonico meridionale, terminante nel Lago Argentino a 50°30′S 73°06′W. Divide il Lago Argentino nel canale di Los Témpanos, e il ramo del Rico, bloccando il canale con una diga di ghiaccio. Il Lago Argentino periodicamente defluisce bruscamente attraverso alluvioni dirompenti e drenandosi inizialmente attraverso un tunnel con successivo collasso della volta e formando un canale aperto.

## Distribuzione temporale
Sono cinque le più recenti glaciazioni conosciute durante la storia della Terra, la quale sta sperimentando attualmente la glaciazione del Quaternario.
| Nome                                 | Età (Ma)        | Periodo                 | Era               | Valli a tunnel e loro formazioni estesamente osservate                                                                                       |
| ------------------------------------ | --------------- | ----------------------- | ----------------- | --- |
| Quaternario                          | 2,58 - Presente | Neogene                 | Cenozoico         | Formazioni di valli a tunnel sono state riscontrate in Asia settentrionale, Europa, Nord America e Antartide                                 |
| Karoo                                | 360 - 260       | Carbonifero e Permiano  | Paleozoico        | Valli a tunnel sono state riscontrate nella registrazione glaciale del Carbonifero-Permiano in Australia.                                    |
| Andino-sahariana                     | 450 - 420       | Ordoviciano e Siluriano | Paleozoico        | Valli a tunnel sono state riscontrate in Giordania, Arabia Saudita, Mauritania, Mali, Morocco, Algeria, Libia, Tunisia, Niger, Ciad e Sudan. |
| Cryogeniano (o sturtiana-varangiana) | 800 - 635       | Cryogeniano             | Neoproterozoico   | Non sono ancora state riscontrate valli a tunnel negli strati criogeniani dell'Oman e della Mauritania.                                      |
| Uroniano                             | 2100 - 2400     | Sideriano e Rhyaciano   | Paleoproterozoico | |